# Локалита Торе ди Марема (Витербо)
Локалита Торе ди Марема је насеље у Италији у округу Витербо, региону Лацио.
Према процени из 2011. у насељу је живело 201 становника. Насеље се налази на надморској висини од 25 м.